# La Plata (Maryland)
La Plata – miasto w Stanach Zjednoczonych, w stanie Maryland, siedziba administracyjna hrabstwa Charles.